# Фэрфакс (город, Миннесота)
Фэрфакс (англ. Fairfax) — город в округе Ренвилл, штат Миннесота, США. На площади 3,3 км² (3,3 км² — суша, водоёмов нет), согласно переписи 2002 года, проживают 1295 человек. Плотность населения составляет 388,6 чел./км².
- Телефонный код города — 507
- Почтовый индекс — 55332
- FIPS-код города — 27-20222[1]
- GNIS-идентификатор — 0643498[2]